# ウレロ☆シリーズ
ウレロ☆シリーズは、テレビ東京系列で放送されているテレビドラマのシリーズである。

## 概要
劇団ひとり演じる川島が社長を務める弱小芸能事務所「@川島プロダクション」（第4弾のみ「川島アンロックサービス（KUS）」）を舞台とした、バカリズムと東京03などが演じる社員によるシチュエーション・コメディ。観客を前に実際に一発本番を演じる、というスタイルで収録されている。
タイトルは基本的に「ウレロ☆未～少女」であるが、第4弾のみ「ウレロ☆無限大少女」となった。
なおひとりとバカリズム（コンビ時代）、アルファルファ時代の飯塚・豊本はバナナマン、おぎやはぎ、エレキコミック、スピードワゴンと共にコントユニット「光が丘大サーカス」として2002年に共演している。
役名は基本的に事実上本人役（芸名である場合は本名　一部除く）である。

## 主要キャスト

### @川島プロダクション
川島
演 - 劇団ひとり（川島省吾）
@川島プロの社長。大手芸能事務所「クイーンステージ」から独立して「@川島プロダクション」を江東区にて創業。もめ事が好きで余計な顔を突っ込みたがる。行きつけのキャバ嬢エリナに恋をし、無理やりアイドルデビューさせようとするところから騒動が始まる。
主に女性のアイドルを売り出す立場でありながら自身はゴリラ似のキャバ嬢エリナと付き合うなど、人よりも女性への美的感覚が多少ズレている部分がある。普段は非常識で適当な言動が目立つダメ社長だが、時々良いことを言う男。エリナに貢いでおり、色んな人から借金をしている（借金がきっかけで騒動が起こることも多い）。付き合いの長い升野とは子供じみた喧嘩をしょっちゅうするも、なんだかんだで信頼している模様。
『ウレロ☆未完成少女』では、UFIが売れたことで調子に乗り、意味不明な人材を次々と事務所に入れている。また豊本探偵事務所に探偵として所属しており、「探偵としては豊本の部下」と自称している。
『ウレロ☆未体験少女』では放漫経営のためGCK（Great Company Kawashima。@川島プロから改名）を追放され、新しく「@川島プロNEO」を立ち上げるが、今度は風俗店に入り浸るようになって騒動が起こる。マザコンの気がある。
升野
演 - バカリズム（升野英知）
敏腕アイドルプロデューサー。飯塚に次ぐ常識人だが、あかりに次いで短気で怒りっぽく、飛び蹴り（主に角田）やプロレス技などをぶちかます。美人な女性には弱く、美人を相手にすると話せなくなったり気絶したりする（初期のころはメガネを外したあかりともまともに話せなかった）。キレるとプロレス技を繰り出す。背が低いため、背の高いあかりと犬猿の仲（実際の升野と早見は同じ身長）。また、あかり程では無いものの角田を嫌っており、邪険に振舞うことが多い（が、時々気をつかうこともある）。
『ウレロ☆未完成少女』では、物語の終盤に突如事務所に押しかけてきたゼウス橋本の攻撃を何度もくらい続けた結果、その反動で自身も「ゼウス」の能力を使えるようになり、しかもそのパワーは当のゼウス橋本本人を遥かに凌駕するものであった。そのため、「ゼウス!」の一言で相手を一瞬にして吹っ飛ばせることは勿論、最終回では相手の心の中を読み取ることが出来るテレパシー的能力も備わっていた。
最終話ではクイーンステージにアイドルグループ「ビクトリア」を立て直すべく引き抜かれ、@川島プロを去る。
舞台『ウレロ☆未公開少女』ではクイーンステージの映像会社取締役ハイパーメディア総合プロデューサーに就任しており、アイドルプロデューサーにとどまらずテレビ番組の総合演出なども手掛けている。
『ウレロ☆未体験少女』では、超有名大企業のCMタイアップをとってくるなど、退社後も@川島プロの為に一役買っていた。また自身が考案したキャラクター「童貞魔法使いヨシアキ」をヒットさせるなど、敏腕プロデューサーとして一定の成功も果たしている。当初は犬猿の仲であったあかりとはこのシーズンから急激に仲を深めるようになり、遂に交際にまで発展している。しかし升野は恥ずかしさからか、その事を毎回飯塚や川島に追及されても頑なに認めていない。
角田
演 - 角田晃広（東京03）
UFIの楽曲制作を担当する作曲家。奈木蒸アツシに心酔する。序盤は常識人的な発言が多かった。自尊心が強い反面、自信が作曲をしたUFIの曲がネットで酷評されてすぐヘコむなど、メンタルが弱い。バツイチで惚れやすく、あかりにも何度も告白してはふられている。前妻への未練をテーマにして制作した「ALONE」がUFIの曲として大ヒットを記録して以降、自身の個人的な事情を曲にしようとしては升野や飯塚に殴られ、怒られている。@川島プロのメンバーの中で一番邪険に扱われる存在であり、半分は自身の自業自得とはいえ、特に升野とあかりからの風当たりの強さは相当なものである。また、あかりには「角田」と呼び捨てされる事も多い。しかし、角田自身はあかりに好意を寄せている。他には周囲から自身の身体的特徴（頭髪の薄さ、でべそなど）を事あるごとに弄られ、ヘコむ事が多い。川島とは付き合いが長い。
『ウレロ☆未完成少女』では「（あかりに）284回告白し、210回ふられ、74回無視された」らしく、あかりに暴力を振るわれるのが毎話の恒例となっている。
『ウレロ☆未体験少女』では@川島プロの所属アーティストとして再デビューを果たそうとするが、CDは全く売れず、@川島プロのメンバーからも冷たい扱いを受けて遂に暴走するが、この行為によって「かこかりん」という架空のアイドル（角田が自分の声を機械で変えたアニメ声で歌ったため）として@川島プロの所属アーティスト兼かこかりんの作曲家になる。また、再婚もした。
『ウレロ☆未開拓少女』では@川島プロから一時期契約を打ち切られたため、ホームレスの姿で事務所に現れる。
飯塚
演 - 飯塚悟志（東京03）
UFIマネージャー。中途採用で入社してきた仕事熱心な社員。社内唯一の常識人として、社員全員の奇行にツッコミを入れる。しかし、グズる相手にはすぐにキレて狂暴になり、@川島メンバー全員を恐怖に陥れる。熱い説教が大好きで、団結が必要な時には円陣を組もうとする癖があるが、これが暑苦しいという理由で他のメンバーからは快く思われていない。周囲からは、青いスーツをダサく思われている。昔は今と違って気が弱く、いじめられっ子だった。
『ウレロ☆未体験少女』では入社前からアキという彼女がいることが分かった。
舞台『ウレロ☆未解決少女』では実家がヤクザであることがメンバーに発覚した。また結婚もした。
あかり / ミスX（初代） / 早乙女ニャンコ
演 - 早見あかり
事務員。対人恐怖症のため、いつも度の合わない大きなメガネをかけている。第1話で豊本が所有していた200万円のアニメグッズを壊し、弁償のためにマスクをかぶってUFIにメンバー「ミスX」として強引に加入させられる。序盤は地味な格好をしていたが、話が進むにつれ服装や髪形などがオシャレになっていく。
初期の性格は陰気かつ短気で凶暴。何かあるとすぐキレて机を蹴ったり物を投げることも多く、何事にも無気力で雑務をこなす気もなく、飯塚に話しかけられても無視することが多かったが、対人恐怖症を克服した頃には性格も徐々に明るくなり、「自分は可愛いかもしれない」と自信をもつまでになった。
角田の事をかなり嫌っており、『ウレロ☆未確認少女』第9話にて「生理的に...」とまで公言。のちに角田に対し「やっぱり生理的に無理」とはっきり言い放つ。
『ウレロ☆未完成少女』では何故かオタク趣味に目覚めており、進撃の巨人や劇中作品のピュアラブ学園あなた組などの話題で豊本と意気投合している。
升野とは犬猿の仲ではあるが、舞台『ウレロ☆未公開少女』では升野に思いを寄せる一面があり、『ウレロ☆未体験少女』の9話では升野と交際している発言もしている。
『ウレロ☆未体験少女』では自身が早乙女ニャンコ名義で執筆した漫画「ピュアラブ板前」が大ヒットし、ドラマ化もされる（その後テレビ東京系列にて2014年2月22日の深夜1時45分～2時10分の間に現実世界にて実際に放送）など、すっかり売れっ子の漫画家となっていた。
『ウレロ☆無限大少女』で升野と共に再登場。漫画『ウレロ☆無限大少女』の著者として作品の展開をまとめきれずに四苦八苦していたが、漫画の世界から飛び出てきた川島に連載を辞めようとしたことを叱られ、最後まで描き通した。
『ウレロ☆未開拓少女』では漫画家を辞め、升野とは別の男性と結婚したことが1話で本人の口から語られている。
豊本
演 - 豊本明長（東京03）
アニメオタクのアルバイト。会社では仕事をせずに常にパソコンでアニメやネット動画を見ている。特に劇中作品のまじかるガール まさか★マサコに傾倒している。会社に借金があるが、アニメグッズを買い漁るため返済できていない。
仕事をしないアルバイトは世を忍ぶ仮の姿であり、本当の正体はクイーンステージのスパイ（豊本一族のメンバーで豊本28号）である。「オウ、シット!」が口癖。アルバイトとして世を忍ぶ仮の姿を演じていた際は、周囲からその場にいないかの如く扱われる、会話の輪に入れてもらえない、無視されるなど結構他のメンバーからぞんざいな扱いを受ける事が多く、状況によっては角田以上に酷い扱いを受けている。
正体発覚後も会社に残るも、一度スパイとして@川島プロを裏切った身であり、他のメンバーから完全に信頼を得られてはいない。社内にて怪しい事件が起こるとまず初めに豊本が疑われる。また、2ndシーズン以降もぞんざいな扱いを受ける事は少なくなく、時には角田以上に邪険に扱われる事もある。
アルバイト時代はオタクらしく挙動不審な喋り方が特徴的であったが、正体発覚後は堂々とした喋り方に変わっている。
『ウレロ☆未完成少女』では元スパイの知識を生かし探偵業を開業し、川島プロの新オフィスに勝手に豊本探偵事務所を設立してしまう（一応川島プロの子会社という扱い）。調査能力や科学知識などの探偵としてのスキルは意外にも高く、相変わらず好き勝手な行動をするが、結果的に川島プロの窮地を救うことが多い。また漫画の話であかりと意気投合するなど、オタク気質は相変わらずである。「オウ、ミステリアス!」が口癖。
舞台『ウレロ☆未公開少女』では豊本の格闘センスに目をつけたみちのくササヒカリテレビのAD（高畑充希）が鬼相撲大会に出る事を薦め、圧倒的な強さで優勝する。
『ウレロ☆未体験少女』でも@川島プロでスパイとして活動するも、第9話にて川島や升野から「3rdシーズンろくに活躍していない」と罵られるなど、目立った活躍が出来ていなかった。更にこれまで口癖であった「オウ、〇〇!」の「〇〇」の部分が今シーズンは中々定着せず、時には「年貢の納め時～」や「お前らは嘘つきだ～」など字余りで合わない事も度々あった。
『ウレロ☆未開拓少女』では@川島プロでアルバイト兼探偵として活動しており、クリスマスフェス騒動の原因について独自の調査を行う。

### 未確認少女隊UFI
年齢も謎、国籍も謎、全てが謎の地域密着型アイドル。@川島プロダクション所属。「UFI」はユーフィと読む。デビュー後は江東区サンサン商店街提供の冠番組『UFIの未確認ラジオ』を持ち、デビュー曲「ALONE」、セカンドシングル「We are UFI!」をヒットさせ、アイドルの祭典『IQG』に挑む。
「ウレロ☆未完成少女」では全国ツアーを行うほどの成長を遂げており、テレビ東京の深夜枠に冠番組『UFIの未完成TV』をスタートさせた。
基本的に「ももいろクローバーZ」のメンバーがそのまま演じている。また「ミスX」のあかりを演じる早見あかりも元メンバーである。
ももりん
演：百田夏菜子
イメージは赤色。アイドルグループのリーダーとして責任感にあふれているが、東京スカイツリーのことを「てっぺん」と表現するなど、あまり常識がないおバカ。
たまちゃん
演：玉井詩織
イメージは黄色。大食漢でいつも何かを食べている。スタッフの分まで弁当を食べてしまうほど。
さーや
演：佐々木彩夏
イメージは桃色。アイドルなのに恋愛をしていることを隠さず、意中の人からのメールを常に気にしている。
キャサリン
演：古田ジェイド（歌声と顔出しは有安杏果）
イメージは緑色。デトロイト出身のアメリカ人なので英語を頻発し、日本語も外国なまりが強い。
ゴリナ
演：あいな（ゴッドタンに出演しているキャバクラ嬢）（歌声と顔出しは高城れに）
イメージは紫色。川島と付き合っているゴリラ似のキャバクラ嬢エリナ。デビュー後もキャバクラで働き、なぜかソロでも売れていく。「ウレロ☆未完成少女」第1話で豊本の作ったスタンガンを使い女詐欺師を捕らえるなど、高い身体能力を持つ。
ミスX（エックス）
UFI幻の六人目。その正体は劇中アニメ「まじかるガール まさか★マサコ」の被り物を着けたあかりである。対人恐怖症の為公の場では言葉を発しないが、世間では正体が誰なのかに注目が集まり、人気を博している。
「ウレロ☆未完成少女」ではUFIを脱退しており、第1話で升野があかりに復帰を頼むが断られている。その後第2話で後述する「2代目ミスX」が登場する。

## ウレロ☆未確認少女
2011年10月8日（7日深夜）から同年12月24日（23日深夜）まで毎週土曜0時53分 - 1時23分（金曜24時53分 - 25時23分）に放送されたウレロ☆シリーズの第1期。

### ストーリー
江東区の弱小芸能事務所「@川島プロダクション」で、プロデューサーの升野が6人の少女から成る未確認少女隊UFIのデビューを準備万端に整え、マネージャーとして飯塚が入社してくる。しかし、社長の川島がお気に入りのキャバクラ嬢をメンバーの一人に加えたいと言い出した上、作曲家の角田が進行役を務めるデビュー会見でメンバーのみーこ・ぷかりんが脱退を発表する騒動が起こり、未確認少女隊UFIのデビューは大変なことに…。

### ゲスト（シーズン1）
借金取り
演 - 宇梶剛士
4話で川島の借金の取り立てに@川島プロに現れる。強面な半面、パズル雑誌（クロスワード）を解くのが趣味という一面も持つ。
川島の母
演 - 秋野暢子
5話で登場。キャバクラに入れあげて借金を重ねている川島を叱りに訪れたが、@川島プロの社員に借金取りと間違えられて騒動が起きる。
黒沢
演 - 梶原善
6話で登場。その年一番活躍したアイドルを投票で決定するIQG（アイドルクイーングランプリ）を主催する雑誌社「アイドルスマイル」の記者として@川島プロの取材に現れ、ミスXの正体を暴こうとする。
紺野あさ美
演 - 紺野あさ美(当時テレビ東京アナウンサー)
7話でインタビュアーとして、10話では日本武道館で行われているビクトリアのライブレポーターとして声のみ登場。
宅配便の係員
演：浜野謙太(在日ファンク)
9話で@川島プロにクマール急便の宅配員として荷物を宅配に訪れるが、3回にわたって升野にボコボコにされる。
奈木蒸アツシ
演：マキタスポーツ
9話で登場。クマール急便の宅配員からUFIのIQG出場決定通知の配送を依頼されて@川島プロに現れる。
おぎやはぎ
演：おぎやはぎ
10話でIQGの司会進行として声のみ登場。

#### クイーンステージ
業界最大手の芸能事務所。茜さやかがセンターの人気アイドルグループ「ビクトリア」を擁する。
王賀龍一
演：大竹まこと
クイーンステージ社長。説明できない攻撃力を持ち、目的のためなら手段を選ばない最恐の男。最後の宿敵として立ちはだかる。
坂上恭子
演：鈴木砂羽
敏腕プロデューサー。格闘能力が高く、ナックル恭子と呼ばれる。川島と升野のクイーンステージ在籍当時の上司。
坂上虎次郎
演：田中要次
坂上恭子の弟でクイーンステージ在籍当時の川島と升野の後輩だが、いまやクイーンステージのナンバー2に。しかし、12話で激怒した王賀に攻撃されて全身打撲で病院送りにされる。
菜々緒
演：菜々緒
アイドル志望として5話・9話で@川島プロダクションを訪れたが、9話でクイーンステージのスパイである豊本一族として送り込まれたことが豊本の口から明かされる。

### 放送リスト
サブタイトルは「○○○（カタカナ3文字）☆未確認少女」で統一されている。
| 話数 | 放送日         | サブタイトル      | ゲスト                         | 脚本                |
| ---- | -------------- | ----------------- | ------------------------------ | ------------------- |
| 1    | 2011年10月8日  | ツドエ☆未確認少女 | -                              | オークラ            |
| 2    | 2011年10月15日 | ナオセ☆未確認少女 | -                              | 土屋亮一            |
| 3    | 2011年10月22日 | アバケ☆未確認少女 | 鈴木砂羽                       | オークラ            |
| 4    | 2011年10月29日 | バケロ☆未確認少女 | 宇梶剛士                       | 土屋亮一            |
| 5    | 2011年11月5日  | ダマセ☆未確認少女 | 秋野暢子 菜々緒                | オークラ            |
| 6    | 2011年11月12日 | ノセロ☆未確認少女 | 梶原善                         | 土屋亮一            |
| 7    | 2011年11月19日 | ウタエ☆未確認少女 | 紺野あさ美                     | オークラ            |
| 8    | 2011年11月26日 | ヤスメ☆未確認少女 | -                              | 飯塚悟志 バカリズム |
| 9    | 2011年12月3日  | マサカ☆未確認少女 | 浜野謙太 マキタスポーツ 菜々緒 | オークラ            |
| 10   | 2011年12月10日 | モドレ☆未確認少女 | おぎやはぎ 鈴木砂羽 紺野あさ美 | 土屋亮一            |
| 11   | 2011年12月17日 | マモレ☆未確認少女 | 田中要次                       | オークラ            |
| 12   | 2011年12月24日 | ウレロ☆未確認少女 | 大竹まこと                     | オークラ            |
| 13   | DVD-BOX特典    | コクレ☆未確認少女 | -                              | 土屋亮一            |

### ネット局と放送時間
| 放送対象地域   | 放送局                | 系列                          | 放送曜日・時間               | 放送開始日     | 放送日の遅れ |
| -------------- | --------------------- | ----------------------------- | ---------------------------- | -------------- | ------------ |
| 関東広域圏     | テレビ東京（TX）      | テレビ東京系列                | 土曜 0:53 - 1:23（金曜深夜） | 2011年10月8日  | 制作局       |
| 福岡県         | TVQ九州放送（TVQ）    | テレビ東京系列                | 火曜 0:53 - 1:23（月曜深夜） | 2011年10月18日 | 10日遅れ     |
| 和歌山県       | テレビ和歌山（WTV）   | 独立局                        | 木曜 2:05 - 2:35（水曜深夜） | 2011年10月20日 | 12日遅れ     |
| 愛知県         | テレビ愛知（TVA）     | テレビ東京系列                | 金曜 1:30 - 2:00（木曜深夜） | 2011年10月21日 | 13日遅れ     |
| 熊本県         | 熊本放送（RKK）       | TBS系列                       | 金曜 0:55 - 1:25（木曜深夜） | 2011年10月28日 | 20日遅れ     |
| 新潟県         | 新潟総合テレビ（NST） | フジテレビ系列                | 月曜 1:05 - 1:35（日曜深夜） | 2011年10月31日 | 23日遅れ     |
| 鳥取県・島根県 | 日本海テレビ（NKT）   | 日本テレビ系列                | 木曜 1:14 - 1:44（水曜深夜） | 2011年11月3日  | 26日遅れ     |
| 奈良県         | 奈良テレビ（TVN）     | 独立局                        | 金曜 2:00 - 2:30（木曜深夜） | 2011年11月4日  | 27日遅れ     |
| 北海道         | テレビ北海道（TVh）   | テレビ東京系列                | 金曜 1:00 - 1:30（木曜深夜） | 2011年11月10日 | 34日遅れ     |
| 長崎県         | テレビ長崎（KTN）     | フジテレビ系列                | 金曜 1:15 - 1:45（木曜深夜） | 2011年11月10日 | 34日遅れ     |
| 山形県         | テレビユー山形（TUY） | TBS系列                       | 水曜 0:50 - 1:20（火曜深夜） | 2012年1月11日  | 102日遅れ    |
| 福島県         | テレビユー福島（TUF） | TBS系列                       | 水曜 0:50 - 1:20（火曜深夜） | 2012年2月8日   | 130日遅れ    |
| 日本全域       | BSジャパン            | テレビ東京系列 BSデジタル放送 | 土曜 23:30 - 24:00           | 2012年7月7日   | 9ヶ月遅れ    |
| 滋賀県         | びわ湖放送（BBC）     | 独立局                        | 月曜 0:00 - 0:30（日曜深夜） | 2012年10月8日  | 1年遅れ      |
| 岩手県         | IBC岩手放送（IBC）    | TBS系列                       | 水曜 0:50 - 1:20（火曜深夜） | 2012年10月10日 | 1年遅れ      |
| 宮城県         | ミヤギテレビ（MMT）   | 日本テレビ系列                | 金曜 1:29 - 2:59（木曜深夜） | 2013年4月5日   | 1年半遅れ    |

#### オンデマンド配信
- テレビ東京オンデマンドによる有料オンデマンド配信。2011年10月8日配信開始。
  - 毎週水曜0時（火曜24時）に更新され、地上波・テレビ東京での放送から4日後には最新話を視聴することができた。また期間限定（2011年10月8日 - 12月22日）で第1話のみ無料配信を行なっていた。

#### インターネット配信
- 『ウレロ☆未完成少女』放送開始直前の2012年7月6日にニコニコ生放送において全12話＋DVD特典の第13話が一挙配信された[6]。

### オープニングテーマ
- 在日ファンク「ウレロ!のテーマ」作詞･作曲：浜野謙太（第1話ではエンディング曲としても使用、第9話では浜野が出演し劇中で歌うという演出を行った）

### エンディングテーマ
- 未確認少女隊UFI（歌：ももいろクローバーZ）「ALONE」作詞：土屋亮一、作曲：カンケ（第2話 - 第6話）
- 未確認少女隊UFI（歌：ももいろクローバーZ）「We are UFI!!!」作詞・作曲：前山田健一（第7話 - 第12話）

### スタッフ
- 脚本：オークラ・土屋亮一（シベリア少女鉄道）※両人共に第8話以外の脚本を担当／飯塚悟志(東京03）・バカリズム ※第8話のみ
- 技術：野瀬一成
- 映像：北村宏一
- カメラ：田中圭介・菊地裕介
- 照明：山崎康紀
- 音声：臼本泰一
- トータルデザイン：ニイルセン
- アートP：薬王寺哲朗
- デザイン：小野清菜
- 美術進行：小越敏彦
- 大道具：高間将太（東宝舞台）
- 小道具：舘直樹（テレフィット）
- 電飾：北原智之（テルミック）
- 衣装：吉永勝・藤原ひとみ（東京衣装）
- メイク：小谷香織（山田かつら）
- モニター：伊阪道在（サンフォニックス）
- EED：落合勇（CC Factory）
- MA：長瀬貴広（CC Factory）
- 音響効果：小田切暁（278）
- OPムービー：上田大樹（&FICTION）
- CG：山口剛史（ALEX)
- 協力：テクノマックス・テレビ東京アート
- 番宣：長江璃奈（テレビ東京）
- デスク：渡邉京子
- 演出補：高井翔太朗・山戸良祐
- ディレクター：塩谷泰孝・鈴木拓也・本間和美
- AP：中野加奈子・小室良太
- コンテンツビジネスプロデューサー：大和健太郎（テレビ東京）
- プロデューサー：塩原幸雄（テレビ東京）
- 演出・プロデューサー：佐久間宣行（テレビ東京）
- 制作協力：シオプロ
- 制作：テレビ東京
- 製作著作：ウレロ☆未確認少女製作委員会

### 関連商品

#### DVD
- ウレロ☆未確認少女 DVD号外版（2011年12月22日発売・発売元：「ウレロ☆未確認少女」製作委員会）
- ウレロ☆未確認少女 DVD-BOX（2012年2月29日発売・発売元：「ウレロ☆未確認少女」製作委員会）

### 備考
- テレビ東京では『ウレロ☆未確認少女』を2012年1月2日の1:00 - 2:00（1月1日25:00 - 26:00）に新春スペシャル（第1話・第2話の再放送）が放送された他、1月4日からは木曜3:05 - 3:40（水曜深夜）に放送されている『ドラマシリーズ』（通常は『ドラマ24』の再放送枠）において、『ドラマ24』以外の作品では初めて再放送を実施した。
- 「@川島プロダクション」は江東区の雑居ビルの2階という設定で、1階にはスポンサーのローソンのコンビニがあり、会話中によく登場する。
- 放送終了後から次回放送までの1週間限定で、公式サイトにてUFIのメンバーたちによるラジオ番組『UFIの未確認ラジオ』が更新された。この番組は全編、DVD-BOXに全て収録されている。
- 豊洲ららぽーとで開催されたシーズン1のDVD-BOX発売イベントで、ゴリナのソロデビュー曲「私の恋はタイミング」がゴリナ役のあいなによって披露され、キャストらによってシーズン2放送決定が告知される。この時の司会進行はテレビ東京アナウンサーの相内優香。
- DVD-BOXには、「それ違うから」「私たちの関係性」「ゴリナのソロデビュー」「秘密の」「女にキレることへのプレッシャー」の5本の新作コントが収録された。
- 2つの話が進行する第8話では、升野、飯塚がそれぞれ脚本を担当し、初のテレビドラマの脚本デビューとなった。
- 第4話放送時には飯塚・角田・佐久間プロデューサーが、第9話放送時には川島、升野、豊本も加わった6名が、ニコニコ生放送に出演した。第9話のニコニコ生放送の様子はDVD-BOXに収録されている。

## ウレロ☆未完成少女
2012年7月14日（13日深夜）から2012年10月6日（5日深夜）まで土曜0:53 - 1:23（金曜24:53 - 25:23）に放送、ウレロ☆シリーズの第2期にあたり、スタッフ・出演者も『ウレロ☆未確認少女』から続投。

### ストーリー
弱小芸能事務所「@川島プロダクション」が社運を賭けたアイドルグループ「未確認少女隊UFI」のブレイクにより、社長の川島は調子に乗って会社の事務所を江東区から六本木へ移し、子会社として「豊本探偵事務所」まで設立する。そんな中、@川島プロダクションは沖縄ツアーに行ったUFIのメンバーたちが行方不明になる・事務所が不審火で焼失するなど、次から次に起こる騒動に巻き込まれる。

### ゲスト（シーズン2）
ユカ
演 - 井口裕香
2話で@川島プロに入社した声優志望の少女。極度のひきこもりで人前で声を出せなかったが、被り物をした茜さやかにskypeを使って声を当てる形で「二代目ミスX」としてデビューする。偶然が重なって押崎の目に留まり、『萌え萌え蘭丸』でデビュー。次第に内気を克服し、第9話ではなぜかギャル風になって登場したが、@川島プロの社員のやり取りに対して「外怖いー!」と叫んだり、また根っからの腐女子であり男同士が抱き合う姿を見てあれこれ妄想した挙句これらの様子をビデオカメラに撮影したりと、世間からズレた言動を見せた。
押崎駿流（おしざき はやる）
演 - ムロツヨシ
2話で登場する数々のヒット作を手がけてきたアニメ監督。新作『萌え萌え蘭丸』の主演声優のオーディションのため、@川島プロの事務所にやってきた。名前の由来は宮崎駿＋押井守。
浦義理（うらよし おさむ）
演 -忍成修吾
大手広告代理店・博通の社員。クイーンステージ時代は川島や升野の元後輩だったが、仕事ができなくて同社をクビになり、博通に転職したハンサム。ブサイクなカメラマン（今野浩喜）を部下に持つ。名前を音読みすると「うらぎり」と読めるが、それとは関係なく升野に「クソハンサム」と呼ばれている。
第9話以降、外資系芸能プロダクション・オリンポスに移籍し「アルテミス」の広報に就任。第10話で川島プロに放火した犯人であることが明らかとなり、ゼウス橋本の制裁を受け瀕死の重傷を負う。
茜さやか
演 -大島麻衣
大手芸能事務所クイーンステージ所属の人気アイドルグループ「ビクトリア」のセンターを務めたメンバー。オリンポス社に引き抜かれて軟禁状態にあったが、それをかいくぐって失踪。「二代目ミスX」として被り物をつけてゲリラライブを行っていたところを@川島プロに発見され保護される。その後@川島プロが放火された際に一時行方をくらませるが、第10話で川島が@川島プロに連れ戻す。
豊本16号
演 - メロディー洋子
5話で登場する豊本一族。豊本28号の依頼により新事務所が不審火で全焼した事件の原因究明を依頼されて調査を行う。
王賀龍一
演 - 大竹まこと
5話で登場。豊本16号と食事しているところを妻の静香に目撃され、「1週間以内に失踪した茜さやかを見つけ出すこと」と厳命されて@川島プロを訪れる。作中ではかなりの恐妻家であることが明らかとなる。
王賀静香
演 - 池谷のぶえ
5話で登場する王賀龍一の妻。夫の龍一以上のパワーを持つ。夫をGPSで常に監視しており、夫を追って@川島プロに現れる。
同人漫画『ピュアラブ学園あなた組』の作者・早乙女ニャンコを崇拝しており、@川島プロを訪れた際にはなぜか豊本とこの話題で意気投合。さらに早乙女ニャンコの正体があかりだったのを知り、クイーンステージと@川島プロの業務提携を持ちかける。
宅配便の係員
演 -浜野謙太
7話で@川島プロにクマール急便の宅配員として荷物を宅配に訪れ、前作同様に@川島プロの社員たちにボコボコにされる。あかりに好意を抱いている。
警察官
演 -在日ファンク（浜野以外のメンバー）
7話で登場。宅配便の係員の通報で@川島プロの事務所に現れる。
ミネルバ（豊本13号）
演 - 菜々緒
8話で登場する豊本一族。オリンポス社に女優として潜入し、芸能活動の傍ら同社のスパイ活動を行う。
奈木蒸アツシ
演 -マキタスポーツ
9話で登場。ゴリナの勤務するキャバクラに日参してゴリナを口説いていたことが発覚する。
前山田健一
演 - 前山田健一
9話で登場。当代随一の人気作曲家としてクイーンステージ在籍時の升野と一緒に仕事をしていたが、やはりゴリナの勤務するキャバクラでゴリナを指名する上客だったことが発覚する。
カメラマン
演 -今野浩喜(当時キングオブコメディ)
10話で登場。浦義と共にUFIと「アルテミス」のライブ対決の番組の為@川島プロに現れたカメラマンで浦義の部下。浦義に「ブサイク」と呼ばれる一方で彼は浦義を「ハンサム」と呼ぶため、飯塚に「その関係性でいいの?」と突っ込まれる。その際、「しょうがない」と返答していたが、最後に我慢しきれず怒りを露わにする。
ゼウス橋本
演 -高田延彦
11話で登場。オリンポス社の社長。氣の力で相手を攻撃する特殊能力を持つ。新アイドルグループ「アルテミス」を結成し、手段を選ばぬ最恐の敵として@川島プロの前に立ちはだかるが、アルテミスは現在売れているアイドルグループのセンターを寄せ集めたにすぎないもので、アイドルをビジネスの手段としてしか見ていないことが明らかとなる。さらに橋本の審美眼が壊滅的であることも発覚する。

### 放送リスト
サブタイトルは「○○は未完成」で統一されている。
| 話数 | 放送日         | サブタイトル             | ゲスト                                             |
| ---- | -------------- | ------------------------ | -------------------------------------------------- |
| 1    | 2012年7月14日  | 恋とライブは未完成       | -                                                  |
| 1.5  | 2012年12月19日 | 別れの手紙は未完成       | -                                                  |
| 2    | 2012年7月21日  | あの娘とアニメは未完成   | ムロツヨシ 井口裕香 能登麻美子 沢城みゆき 東地宏樹 |
| 2.5  | 2012年12月19日 | 落とした主は未完成       | -                                                  |
| 3    | 2012年7月28日  | プログラムは未完成       | 忍成修吾                                           |
| 3.5  | 2012年12月19日 | ゴリナのデビューは未完成 | -                                                  |
| 4    | 2012年8月11日  | トップアイドルは未完成   | 大島麻衣                                           |
| 4.5  | 2012年12月19日 | こっちの2人も未完成      | -                                                  |
| 5    | 2012年8月18日  | 昔のオフィスは未完成     | 大竹まこと 池谷のぶえ メロディー洋子               |
| 5.5  | 2012年12月19日 | ピュアラブ学園は未完成   | -                                                  |
| 6    | 2012年8月25日  | みんなの夏は未完成       | -                                                  |
| 6.5  | 2012年12月19日 | この台本は未完成         | -                                                  |
| 7    | 2012年9月1日   | サプライズは未完成       | 在日ファンク                                       |
| 7.5  | 2012年12月19日 | どうでもよすぎて未完成   | -                                                  |
| 8    | 2012年9月8日   | 大事な仕事は未完成       | 菜々緒                                             |
| 8.5  | 2012年12月19日 | お届けものは未完成       | -                                                  |
| 9    | 2012年9月15日  | パーティーゲストは未完成 | マキタスポーツ 前山田健一 井口裕香                 |
| 9.5  | 2012年12月19日 | ふたりの夏は未完成       | -                                                  |
| 10   | 2012年9月22日  | あの日の謎は未完成       | 忍成修吾 大島麻衣 今野浩喜                         |
| 10.5 | 2012年12月19日 | 角田の曲は未完成         | -                                                  |
| 11   | 2012年9月29日  | 夢のライブは未完成       | 高田延彦 大島麻衣                                  |
| 11.5 | 2012年12月19日 | 必殺技は未完成           | -                                                  |
| 12   | 2012年10月6日  | @川島プロは未完成        | -                                                  |

- 8月4日はロンドンオリンピック中継のため放送休止。

#### 番外編
| 放送日       | タイトル                       | 備考                                                        |
| ------------ | ------------------------------ | ----------------------------------------------------------- |
| 2012年8月4日 | ゴリナのデュエットデビュー計画 | 番組公式サイトにて8月4日0:53（3日24:53）から1週間限定配信   |
| 2012年8月5日 | UFIの未完成TV                  | テレビ東京で2012年8月5日2:10 - 2:35（4日26:10 - 26:35）放送 |

- 『UFIの未完成TV』の司会はおぎやはぎ・松丸友紀、特別講師としてバナナマンの日村勇紀を招く形式で行われた。なおネット局では、第3話の翌週に「ウレロ」本編と同じ時間帯に組み込まれて放送されている。

### ネット局と放送時間
| 放送対象地域   | 放送局                | 系列                          | 放送曜日・時間               | 放送開始日     | 放送日の遅れ |
| -------------- | --------------------- | ----------------------------- | ---------------------------- | -------------- | ------------ |
| 関東広域圏     | テレビ東京（TX）      | テレビ東京系列                | 土曜 0:53 - 1:23（金曜深夜） | 2012年7月14日  | 制作局       |
| 福岡県         | TVQ九州放送（TVQ）    | テレビ東京系列                | 土曜 0:53 - 1:23（金曜深夜） | 2012年7月14日  | 同時ネット   |
| 熊本県         | 熊本放送（RKK）       | TBS系列                       | 木曜 0:55 - 1:25（水曜深夜） | 2012年8月2日   | 19日遅れ     |
| 山形県         | テレビユー山形（TUY） | TBS系列                       | 土曜 0:15 - 0:45（金曜深夜） | 2012年9月1日   | 49日遅れ     |
| 福島県         | テレビユー福島（TUF） | TBS系列                       | 火曜 0:20 - 0:50（月曜深夜） | 2012年9月11日  | 59日遅れ     |
| 鳥取県・島根県 | 日本海テレビ（NKT）   | 日本テレビ系列                | 土曜 1:53 - 2:23（金曜深夜） | 2012年10月6日  | 84日遅れ     |
| 日本全域       | BSジャパン            | テレビ東京系列 BSデジタル放送 | 土曜 23:30 - 24:00           | 2012年10月6日  | 85日遅れ     |
| 北海道         | テレビ北海道（TVh）   | テレビ東京系列                | 火曜 1:00 - 1:30（月曜深夜） | 2012年10月9日  | 87日遅れ     |
| 長崎県         | 長崎放送（NBC）       | TBS系列                       | 木曜 0:20 - 0:50（水曜深夜） | 2012年10月17日 | 95日遅れ     |
| 愛知県         | テレビ愛知（TVA）     | テレビ東京系列                | 火曜 3:05 - 3:35（月曜深夜） | 2013年1月8日   | 178日遅れ    |
| 岩手県         | IBC岩手放送（IBC）    | TBS系列                       | 水曜 0:50 - 1:20（火曜深夜） | 2013年1月16日  | 186日遅れ    |

#### オンデマンド配信
- テレビ東京オンデマンドによる有料オンデマンド配信。2012年7月19日配信開始。
  - 毎週木曜0時（水曜24時）に更新され、地上波・テレビ東京での放送から5日後には最新話を視聴することができた。

### オープニングテーマ
- 在日ファンク「ウレロ!のテーマ2」作詞･作曲：浜野謙太

### エンディングテーマ
- 未確認少女隊UFI（歌：ももいろクローバーZ）「We are UFI!!!」作詞･作曲：前山田健一（第1話）
- 二代目ミスX（歌：井口裕香）「萌え萌えRUNAWAY」作詞：押崎駿流、作曲：kanke（第2話 - 第5話）
- 未確認少女隊UFI（歌：ももいろクローバーZ）「ベター is the Best」作詞･作曲：前山田健一（第6話 - 第12話）

### スタッフ
- 脚本：オークラ・土屋亮一（シベリア少女鉄道）／飯塚悟志（東京03）・バカリズム ※第8話のみ担当
- 技術：野瀬一成
- 映像：北村宏一・三浦宏一
- カメラ：風間誠
- 照明：山崎康紀
- 音声：臼本泰一
- トータルデザイン：ニイルセン
- デザイン：金子大悟
- アートP：薬王寺哲朗
- 美術デザイン：小野清菜
- 美術進行：小越敏彦
- 大道具：土田恵佑（東宝舞台）
- 小道具：舘直樹（テレフィット）
- 電飾：北原智之（テルミック）
- 衣装：藤原ひとみ（東京衣装）
- メイク：小谷香織（山田かつら）
- モニター：伊阪道在（サンフォニックス）
- EED：落合勇
- MA：長瀬貴広（CC Factory）
- 音響効果：小田切暁（278）
- OPムービー：上田大樹（&FICTION）
- CG：山口剛史（ALEX)
- 劇中アニメキャラクターデザイン：渡邊義弘（第2話）
- 協力：テクノマックス・テレビ東京アート・講談社・SWISH JAPAN
- ホームページ：濱野洋平・齋藤奈津美
- 番宣：長江璃奈
- デスク：渡邉京子
- 演出補：高井翔太朗・美濃部遥香
- ディレクター：塩谷泰孝・鈴木拓也・本間和美
- AP：小室良太
- 制作進行：磯崎千絵
- コンテンツビジネスプロデューサー：大和健太郎（テレビ東京）
- プロデューサー：塩原幸雄（テレビ東京）
- 演出・プロデューサー：佐久間宣行（テレビ東京）
- 制作協力：シオプロ
- 制作：テレビ東京
- 製作著作：ウレロ☆未完成少女製作委員会

### 関連商品

#### DVD
- ウレロ☆未完成少女 DVD-BOX（2012年12月19日発売・発売元：「ウレロ☆未完成少女」製作委員会）

#### Blu-ray
- ウレロ☆未完成少女 Blu-ray BOX（2012年12月19日発売・発売元：「ウレロ☆未完成少女」製作委員会）

### 備考
- 劇中にはUFIのメンバーは登場しないが、『UFIの未完成TV』（2012年8月5日2:10 - 2:35放送、番外編の項を参照）放送の際にももいろクローバーZのメンバー演じる未確認少女隊UFIが初登場した[注 12]。
- 前作に引き続き、放送終了後から次回放送までの1週間限定で、公式サイトにてUFIのメンバーたちによるラジオ番組『UFIの未完成ラジオ』が更新された。前作の時に比べて収録時間も長めで、ゴリナとキャサリンはももいろクローバーZのメンバーに変わった。
- 劇中にたびたび登場する漫画『ピュアラブ学園あなた組』のイラストコンテストがインターネット上で開催され、優秀作が劇中で使用されたり、オリジナルTシャツとして販売されたりした。
- 劇中に登場する架空のアニメ『萌え萌え蘭丸-UTSUKEに恋して-』はandroid向けにライブ壁紙が、2代目ミスX（井口裕香）が歌う主題曲『萌え萌えRUNAWAY』がレコチョク・dwango・music.jp・オリコン（オリコンミュージックストア、オリコンスタイルフル）・GIGAうたフル・シングル音源として配信されている。また公式サイトには同アニメの公式コンテンツも掲載され、「ウレロ」本編のネタとリンクしたキャラクター紹介などが詳しく記載されている。

## 舞台 ウレロ☆未公開少女
2013年3月2・3日にZeppブルーシアター六本木で上演された。

### ストーリー
未確認少女隊UFIのブレークで絶好調の@川島プロの面々は、東北地方のみちのくササヒカリテレビというテレビ局から仕事の依頼を受けて同局に向かう。これは経営不振で火の車の同局が社運を懸けて依頼したものだったが、同局を訪れた面々が目にしたものは4ページしかない企画書と薄い台本、しかもその表紙には「23時間テレビ」と記載されている。この仕事は川島が独断で引き受けたものだったのだ。
事前に何の準備もしていなかった@川島プロの面々は続発するトラブルに巻き込まれながらも、同局社長の江田島（入江雅人）・局AD（高畑充希）と共に企画の成功を目指して奔走する。ちなみに川島（劇団ひとり）は、チンチロをエロいことと思っているとんでもない社長

### ゲスト
高畑充希
演 -高畑充希
みちのくササヒカリテレビのAD。とても内気かつ臆病な性格だが、飯塚の怒鳴り声を聞いて「ヤクザ?」と質問するなど率直な一面も持つ。普段は標準語だが、キレると訛りが酷くなる。鬼相撲大会（相撲と称した殺し合い）が好きだというなどかなり危険な趣味も持っている。ある一件からあかりと仲良くなる。
江田島
演 -入江雅人
みちのくササヒカリテレビ社長。彼もまた充希同様に訛りのある話し方をする。@川島の社長である川島とあかり（UFIメンバーのゴリナと共に）たちを接待してUFIの出演を依頼したが、ササヒカリテレビの視聴者のためではなくサラ金などの「いろいろと問題のスポンサー」を優先しようとするなど狡猾な性格の持ち主であり、飯塚公認の最低な外道。
おにゾウくん
みちのくササヒカリテレビの人気者のゆるキャラ。しかし@川島プロの面々から不審者呼ばわりされ、特に飯塚からは「バケモノ!」と罵られてしまう。
見た目はゆるキャラだが格闘技などを得意としており、自分のことを侮辱する角田に対して暴力的な攻撃を繰り返す武闘派。

## ウレロ☆未体験少女
2014年1月11日（10日深夜）から3月29日（28日深夜）まで放送された。主要キャストは続投し、オープニングテーマは本作も在日ファンクが手掛ける。
従来のレギュラー出演者に加えて、第3話より正体不明のアイドル・かこかりん（声・内田真礼、正体は携帯電話のボイスチェンジャーを通じて話す角田という設定）が声のみのイメージ出演をしており、アメーバブログに番組と連動したブログが開設・公開されている。

### ストーリー
「@川島プロダクション」はGCK（Great Company Kawashima）と改名して業容を拡大していたが、川島が新人に元AV女優を入社させるなどの放漫経営のため同社を追放され、事業を始めた江東区の雑居ビルに戻って新しく「@川島プロNEO」を立ち上げるが、所属タレントが1人もおらず、経営は火の車。
そこに同じくGCKをクビになった飯塚・豊本・あかりも加わり、今や敏腕プロデューサーになった升野の力も借りて@川島プロNEOの再建に乗り出す。

### ゲスト（シーズン3）
アキ
演 - 南明奈
1話で登場する飯塚の彼女。飯塚の誘いで事務所を訪れるが、飯塚とアキの交際を妬んだ角田によって騒動に巻き込まれる。非常に可愛らしいが実は元ヤン。升野の大ファン。
松岡まゆ
演 - 松岡茉優
2話で登場。あちこちに借金を抱えており、「審査不要・即契約」という広告をヤミ金の広告と思い込んで@川島プロNEOを訪れた。普段は温厚で明るいが、キレると川島プロの面々がビビるほど怖い。
劇中にて松岡自身も出演していたあの人気ドラマの名ゼリフを発するシーンが存在する。
かこかりん
声 - 内田真礼
3話で角田の行為によって誕生した架空のアイドルで顔出しNGのボーカロイドキャラクター。元々は角田がタレントのいない超有名大企業のCMタイアップをとってきた升野と@川島プロNEOの面々を失脚させるためにラジオ電話相談室に告発するが、ボイスチェンジャーで声を変えて川島たちの隠し事を歌ったためにCMタイアップが大成功してしまう。その後、角田の意思とは関係なく、かこかりん（豊本が名前を（仮）と書こうとひらがなで書いたため）という名で@川島プロNEOの所属アーティストになり、IQG（アイドルクイーングランプリ）に出場できるほどの人気アイドルへと成長していく。言葉遣いは角田そのもので、「しょんべん」を連呼するなど汚い。
渡部建
演 - 渡部建(アンジャッシュ)
3話で声のみ登場。@川島プロNEOの面々を隠し事を告発するために角田がラジオ電話相談室に電話した時に相談に乗った看板DJ。
怪田忍（あやしだ しのぶ）
演 - マギー
4話で登場するゴシップライター。普段は風俗ライターだが、某所から「かこかりんの評判を落としてほしい」と依頼されてゴシップ記事を執筆するが、それが逆にかこかりんの人気に火をつける結果になってしまう。

@川島プロNEOを訪れた際には升野が角田にかけるプロレス技の巻き添えを食らって気絶するのが定番の登場パターンになっている。
川島チエ子
演 - 秋野暢子
5話で登場。@川島プロNEOの社長・川島省吾の母。省吾が幼い頃に風俗店に入り浸っていた夫と離婚、女手一つで省吾を育てた。ある人物との結婚を報告するため@川島プロNEOを訪れる。
『ウレロ☆未確認少女』では白髪だったが、今シーズンでは黒髪となっている。
西園寺翔
演 - 窪田正孝
5話で登場。数々の女性タレントと噂になった、今を時めくイケメン俳優。路上であかりにボコボコにされていた角田を助けて@川島プロNEOに現れた。
宅配便の係員
クマールファンク
演 - 在日ファンク
6話で登場。@川島プロNEOにオーディションを受けに訪れたファンクバンド。ボーカルを務めるクマール急便の宅配員・浜野謙太はこのオーディションに遅刻し、激怒した升野にボコボコにされる。
西条薫
演 - 渡辺いっけい
7話で登場。あかり（早乙女ニャンコ）作の漫画「ピュアラブ板前」の主演に起用された俳優。不遜な態度でドラマの脚本にケチをつけて原作者のあかりと衝突を繰り返すが、これには事情があった。
小島アイ
演 - 矢島舞美(当時℃-ute)
7話で登場。「ピュアラブ板前」でデビューした新人女優。普段はかなり訛りのきつい言葉でしゃべる。
ピザ屋の店員
演 - 佐野ひなこ
8話で登場。言葉を話すことができずに@川島プロNEOの面々から訝しがられるが、豊本の通訳によって彼女がガジベリンバ王国の王女で、王位継承権をめぐって命を狙われて逃げてきたことが判明する。
こがりんか
演 - 玉城ティナ
10話で登場。GCKがかこかりんに対抗して登場させたアイドルだが、プロデューサーの束縛に耐えかねて@川島プロNEOに助けを求めて逃げてきた。
下部（しもべ）
演 -遠藤要
11話で登場。IQG（アイドルクイーングランプリ）大会執行部で大会委員長直属のボディーガードでもある。その正体は、先祖代々権力者のしもべで下部一族の13代目しもべらしいが飯塚に「何回しもべって言ってんだ」と突っ込まれる。
豊本が苦戦するほどの護身術に長けているだけでなく升野同様に超人的な能力を持つが、あかりのビンタを喰らって「痛い!」と叫ぶなど飯塚から「弱い」と指摘された。
高畑充希
演 -高畑充希
12話で登場。みちのくササヒカリテレビ（舞台版ウレロ☆未公開少女の舞台）でADの仕事をしていたが、その後退職して上京。クイーンステージにスカウトされて升野の指導の下で歌手デビューを目指すことになり、升野に連れられて@川島プロに現れた。7話の小島アイ同様、普段はかなり訛りのきつい言葉でしゃべる。

### 放送リスト
サブタイトルは全て番組中で登場人物が発する台詞になっている。
| 話数 | 放送日        | サブタイトル                  | ゲスト                |
| ---- | ------------- | ----------------------------- | --------------------- |
| 1    | 2014年1月11日 | あっそれ言っちゃうんだ!?      | 南明奈                |
| 2    | 2014年1月18日 | クソみてぇな事務所だな        | 松岡茉優              |
| 3    | 2014年1月25日 | 聴いた事あるんだよ            | 渡部建                |
| 4    | 2014年2月1日  | こんなアイドルなんですか?     | マギー                |
| 5    | 2014年2月8日  | この人が好き                  | 秋野暢子 窪田正孝     |
| 6    | 2014年2月15日 | スリー、トゥー、ワン、カモン! | 在日ファンク          |
| 7    | 2014年2月22日 | こんなのありえない!           | 渡辺いっけい 矢島舞美 |
| 8    | 2014年3月1日  | 本当、これでいいんですか?     | 佐野ひなこ            |
| 9    | 2014年3月8日  | アンリミテッド☆ガール         | 内田真礼（声のみ）    |
| 10   | 2014年3月15日 | ウチのプロデューサー          | 玉城ティナ            |
| 11   | 2014年3月22日 | 君が思えば、現れる            | 遠藤要                |
| 12   | 2014年3月29日 | 楽しかったな                  | 高畑充希              |

平均視聴率 1.5%（視聴率は関東地区、ビデオリサーチ社調べ）

### ネット局と放送時間
『ウレロ☆未体験少女』
| 放送対象地域   | 放送局                 | 系列                          | 放送曜日・時間               | 放送開始日    | 放送日の遅れ |
| -------------- | ---------------------- | ----------------------------- | ---------------------------- | ------------- | ------------ |
| 日本全域       | テレビ東京オンデマンド | テレビ東京系列                | 日曜 0:00 更新               | 2014年1月5日  | 6日先行配信  |
| 関東広域圏     | テレビ東京（TX）       | テレビ東京系列                | 土曜 0:52 - 1:23（金曜深夜） | 2014年1月11日 | 制作局       |
| 北海道         | テレビ北海道（TVh）    | テレビ東京系列                | 土曜 0:52 - 1:23（金曜深夜） | 2014年1月11日 | 同時ネット   |
| 大阪府         | テレビ大阪（TVO）      | テレビ東京系列                | 土曜 0:52 - 1:23（金曜深夜） | 2014年1月11日 | 同時ネット   |
| 福岡県         | TVQ九州放送（TVQ）     | テレビ東京系列                | 土曜 0:52 - 1:23（金曜深夜） | 2014年1月11日 | 同時ネット   |
| 岡山県・香川県 | テレビせとうち（TSC）  | テレビ東京系列                | 水曜 1:05 - 1:35（火曜深夜） | 2014年1月22日 | 11日遅れ     |
| 和歌山県       | テレビ和歌山（WTV）    | 独立局                        | 金曜 1:35 - 2:05（木曜深夜） | 2014年1月24日 | 13日遅れ     |
| 愛知県         | テレビ愛知（TVA）      | テレビ東京系列                | 水曜 2:35 - 3:05（火曜深夜） | 2014年4月9日  | 88日遅れ     |
| 日本全域       | BSジャパン             | テレビ東京系列 BSデジタル放送 | 水曜 23:24 - 23:54           | 2014年4月9日  | 89日遅れ     |
| 宮城県         | ミヤギテレビ（MMT）    | 日本テレビ系列                | 火曜 0:59 - 1:29（月曜深夜） | 2014年4月15日 | 94日遅れ     |
| 福島県         | テレビユー福島（TUF）  | TBS系列                       | 土曜 1:25 - 1:55（金曜深夜） | 2014年4月26日 | 105日遅れ    |
| 山形県         | テレビユー山形（TUY）  | TBS系列                       | 水曜 0:58 - 1:28（火曜深夜） | 2014年5月14日 | 123日遅れ    |
| 長崎県         | 長崎放送（NBC）        | TBS系列                       | 木曜 0:38 - 1:08（水曜深夜） | 2014年6月5日  | 145日遅れ    |
| 熊本県         | 熊本放送（RKK）        | TBS系列                       | 水曜 0:55 - 1:25（火曜深夜） | 2016年4月6日  | 2年3か月遅れ |

「ウレロ☆未体験少女」スピンオフドラマ『ピュアラブ板前』
| 放送対象地域 | 放送局              | 系列                          | 放送日時                                | 放送日の遅れ |
| ------------ | ------------------- | ----------------------------- | --------------------------------------- | ------------ |
| 関東広域圏   | テレビ東京（TX）    | テレビ東京系列                | 2014年2月23日 1:45 - 2:10（22日深夜）   | 制作局       |
| 大阪府       | テレビ大阪（TVO）   | テレビ東京系列                | 2014年3月1日 1:30 - 2:05（2月28日深夜） | 6日遅れ      |
| 北海道       | テレビ北海道（TVh） | テレビ東京系列                | 2014年3月9日 2:30 - 2:55（8日深夜）     | 14日遅れ     |
| 福岡県       | TVQ九州放送（TVQ）  | テレビ東京系列                | 2014年3月10日 3:00 - 3:25（9日深夜）    | 15日遅れ     |
| 日本全域     | BSジャパン          | テレビ東京系列 BSデジタル放送 | 2014年5月21日 23:24 - 23:54             | 89日遅れ     |

### スタッフ
- 脚本：オークラ・土屋亮一（シベリア少女鉄道）／バカリズム・飯塚悟志（東京03）※第8話のみ担当
- 技術：野瀬一成
- 映像：三浦宏一
- カメラ：風間誠
- 照明：山崎康紀
- 音声：臼本泰一
- トータルデザイン：ニイルセン
- デザイン：小野清菜
- アートP：薬王寺哲朗
- 美術進行：仙田拓也
- 衣装：藤原ひとみ（東京衣装）
- メイク：小谷香織（山田かつら）
- EED：落合勇・島田一浩
- MA：長瀬貴広（CC Factory）
- 音響効果：小田切暁（278）
- OPムービー：上田大樹（&FICTION）
- CG：山口剛史（ALEX)
- ホームページ：中島康雅・鶴岡洋志
- デスク：渡邉京子
- 番宣：陰山ひとみ
- ディレクター：塩谷泰孝・鈴木拓也・本間和美・双津大地郎
- AP：磯崎千絵・美濃部遥香
- コンテンツビジネスプロデューサー：大和健太郎・藤野慎也
- キャスティングプロデューサー：伊東雅子（楽映舎）
- 演出・プロデューサー：佐久間宣行（テレビ東京）
- 制作協力：シオプロ
- 制作：テレビ東京
- 製作著作：ウレロ☆未体験少女製作委員会

## 舞台 ウレロ☆未解決少女
2015年1月30日から2月1日に六本木ブルーシアターで上演。

### ストーリー
@川島プロダクションの社長・川島は世界のアイドルの頂点を決める危険な大会「ワールドIQG」に実在しないアイドル“かこかりん”で参戦を決意。過酷な勝負に挑むため@川島プロは一旦解散し、再会までの間それぞれの道で成長を約束していた。
その後、@川島プロ所属のクマールファンク（在日ファンク）は飯塚のマネジメントですっかり人気バンドに成長。あかりはマンガ家・早乙女ニャンコとして、また女優としても人気を博していた。一方、角田は相変わらず売れないままクマールファンクの前座として歌を披露している。

そんな中、飯塚のもとへ妹の富美加（清水富美加）から切迫した1本の電話が。急遽里帰りすることになった飯塚には、@川島プロのメンバーにも隠していた重大な秘密があった。どうにか秘密を隠し通したい飯塚だったが、角田とあかりが地元まで勝手についてきてしまう。これが街中を巻き込む大騒動の始まりだった。
飯塚冨美加
演 -清水冨美加
飯塚の妹。角田が一目惚れする程の美人だが伊藤と付き合っている。彼のことを「まーたそ」と呼んでいる。
伊藤正之
演 -伊藤正之
ヤクザ。飯塚組と対立するオロチ組のNo.2。富美加のことを「ふみふみ」と呼びラブラブだが、実はゲイであり飯塚に想いを寄せていた。

## ウレロ☆無限大少女
2016年1月9日未明（8日深夜）から4月2日未明（1日深夜）まで、毎週土曜0:52 - 1:23（金曜深夜）に放送された。ウレロ☆シリーズの第4弾にあたる。本作より準レギュラーとして、福原遥が出演。
バカリズムは裏番組の日本テレビ系列で放送されている音楽番組『バズリズム』に出演しているが、放送時間が先に決定していた当番組に優先して出演する。

### ストーリー
キードリンクというドリンク剤を飲むと能力を最大限に発揮する特殊能力者“アンロッカー”が活躍する近未来の世界。ヒーロー派遣業を営む弱小事務所「川島アンロックサービス」（KUS）を舞台に物語が展開する。
前3作とは異なる設定という触れ込みで始まったが、実は漫画家のあかり（ニャンコ先生）の漫画の世界が舞台となる劇中劇であり、@川島プロがUFIに続く所属アイドルを売り出すための企画であったことが最終話で明かされた。

### キャスト

#### 川島アンロックサービス（KUS）
このシリーズより、番組内での役名は全てフルネーム表記。
川島
演 - 劇団ひとり
KUS社長。酒好きでいつも飲み歩いている。150円で入手した栄養ドリンクを「違法キードリンク」と称して高値で売りつけようとするなどの問題行動を起こし、本番にも非常に弱いが、稀にまともなことを言う。
妹のために単身で不良グループに立ち向かった男気のある面もある。
最終話では、この物語を作った神（あかり/ニャンコ先生）に頼み込み、大神の能力によって角田の「ファイナルファート」と下着が透けて見える能力が覚醒した。
なぜか、自分のいる世界が作られた世界（あかりが描いている漫画の世界）と知っている。
飯塚
演 - 飯塚悟志（東京03）
KUSで経理を担当する事務員。作業服を上着にしているが、あかりからは「服が変」と思われている。実際に私服センスは異常で、奇抜すぎる服を17万円でフルセット購入したこともある。登場人物の中では唯一の常識人だが、悪乗りをすることも少なくなく、現実世界の升野からは「ツッコミキャラでいるけど説得力無い」と言われるほど。
大神の能力で覚醒した能力は「ファッションセンス」で、大神のファッションセンスを欲しがるようになった。
角田
演 - 角田晃広（東京03）
KUSに所属するC級アンロッカー。副業で劇団に所属している。常に金に事欠いている。
手から臭い匂いを出す「ファイナルファート」という能力を持っており、社長の発案で豊本に匂いを一点に集約して放つ装置を作ってもらった。
豊本
演 - 豊本明長（東京03）
KUSのメカニック担当。仕事を放り出してアイドルのサイン色紙入手に奔走するなど、オタク気質は前シリーズから引き継がれているが、角田の「ファイナルファート」を合理的に放つ道具を作るなどメカニックとしての腕は確か。また調査能力はかなり高く、これを川島や升野に評価されている。アイドルの応援ブログを通じてアフィリエイト収入で毎月50万円稼ぐなど、やり手の一面もある。
あかり
演 - 早見あかり
新人としてKUSに配属されたA級アンロッカー。能力こそ図抜けているものの、アンロッカーなら誰でも合格するとされる筆記試験に50回以上も落ちたおバカ。惚れっぽい一面もあり、関わる男によってキャラがコロコロ変わることもあるが、角田の扱いには常に容赦がなく暴力的。独特の服装のセンスを有する。
升野
演 - バカリズム
S級アンロッカー。J-saam（ジェイサーム）の管理官。全てをカネで解決しようとする・他人の手柄を横取りしようとする（以上1話）・妹のデコのストーカーを全員見つけだし粉末状にする・デコに違法キードリンクを飲ませて言うことを聞かせようとする（3話）・デコをアンロッカーとしてデビューさせるために賄賂を使う（4話）など、人格・倫理面でかなりの問題を有する。その反面、デコには非常に甘い。
違法キードリンクに5億円出そうとしたり、手持ちに3千万円あると話すなどかなりの大金持ち。
東京NEO万博の目玉展示品になる予定だったDS級キードリンクの警備責任者だったが、第4話でこれが盗まれ、責任を取って第5話でJ-saamを退職、KUSに所属することになった。
DS級ドリンク盗難その他一連のJ-saam事件のキーパーソンで、人工的に作り上げたアンロッカー兵器であるデコを秘密裏に引き取っていたことが11話で明らかになる。

#### その他
デコ
演 - 福原遥
2・4～6・8・10～12話で登場する、升野の妹という設定のA級アンロッカー。2話で川島と飲み屋で出会ったのがきっかけでKUSを訪れる。男を手玉に取るテクニックを会得している美少女で、あかりからは「マスター」、KUSのその他の面々から「小悪魔」と呼ばれる。升野と同様に第5話でKUSに所属することになった。升野英子（ひでこ）という名前だが、本人はその名前で呼ばれるのを嫌っている。
9話でデコが升野の実の妹ではないことがインフィニティーズのメンバーの1人から明かされ、さらに10話で彼女が最強アンロッカーで、キラードリンクという特殊キードリンクによって能力をデチューンしていたことが升野から語られる。
正体は人工的に作り出された強力なアンロッカー兵器JS-7であり、7体目の失敗作として破棄された後に升野に引き取られ、キラードリンクで升野の妹だという嘘の記憶を植え付けられて以降、彼と生活していたことが明らかにされた。デコの本来の状態は凶暴な性格で、記憶を取り戻したら無差別に人々を殺していくと風祭から明かされる。
12話では大神に一時記憶を消されるが、キラードリンクとKUSの全員の言葉で記憶を取り戻す。
ニュースキャスター
演 - 松丸友紀（テレビ東京アナウンサー）
不定期に登場する。番組内で放送される「ワールドアンロッカーサテライト」というアンロッカーに関するニュース番組でキャスターを務める。

### ゲスト（シーズン4）
レイカ
演 - 平野綾
1話で登場。J-saamの重役の婚約者としてKUSに現れる。だが、実態は婚約詐欺を繰り返して「八股のレイカ」と呼ばれており、浮気調査でKUSに写真を撮られたのを取り戻しにKUSへ侵入したのを角田に目撃されていた。
小和本
演 - やべきょうすけ
3話で登場。あかりと共にKUSに現れたヤクザのような風貌の男性。正体はJ-saamの管理官であり広報を担当する升野の同僚だが、豊本から「その部署に置いとくのはもったいない」と評されるほどの実力者。自身の容姿から角田や飯塚に「ヤクザ」と言われるが、自分のことではなく飯塚をヤクザと勘違いするなど茶目っ気な一面も。
的田マコト
演 - 浦井健治
4話・5話で登場。デコがKUSに連れてきた彼氏。デコいわく「人の気持ちを察することができて上品」だが、言動が全てチャラく、飯塚に「礼儀知らずのチャラ男」と評される。元J-saamの受付だが、面識がある升野の話によるとJ-saamの女性社員ほぼ全員をたぶらかし、あげく秘密を外部に漏らしてクビにされた経歴を持つ。口癖は「やば～ばば　やばいばいやばウィ～」。
その正体はある組織の命でNEO万博の最大の目玉とされるDS級キードリンクを奪うため警護を担当するデコに近づいたテロリストであり、惚れた女性を意のままに操れる能力を持つが、デコにドリンクを取り返され、奪い返すために升野やKUSの面々を追い込んだ。自分に惚れたデコとあかりそして竜崎美玲を操るが、角田の能力「ファイナルファート」と呼ばれる悪臭で無効になり激昂、ドリンクを飲み一時は無敵になるが、ドリンクが未完成だったため副作用を起こしたあげく、角田のファイナルファートによって「やばウィ～」の叫びと共に倒れた。
竜崎美玲
演 - 平田敦子
4話～6話で登場。升野と共にDS級キードリンクの警護を担当する予定だった最強アンロッカーの女性。豊本いわく「誰よりも強く美しいと評される」という話でTシャツまで発売されるほどの人気を誇っていたが、的田に弄ばれてショックのあまり部屋に閉じこもってピザばかり食べていたため、現在はKUSの面々が想像した人物像とかけ離れた容姿になっており、飯塚に「バイオリン奏者みたいな見た目しやがって」と罵倒される。だが、豊本から献身的に慰められて彼と付き合うようになる。
監督
演 - 福士誠治
6話で登場。升野の依頼でKUSのPRビデオを制作した映像監督。升野いわく「浮ついた遊びは一切せずにひたすら作品に情熱を注ぐ真面目な男」だが自他ともに認める童貞。また制作した映像には升野兄妹しか出演しておらず、升野本人が描いたデコへのシスコンっぷりが表現されたビデオだったため飯塚に激怒され、さらに自身のタブレットの中にデコのオフショットの画像を大量に保有していたことから飯塚と升野に「ロリコン監督」と吐き捨てられる。
また、当初放映予定だったビデオの内容を知っていた角田とあかりによって作成した映像データを全て消去され、手持ち映像をつなぎ合わせて編集したものをテレビで放送する羽目になる。
川島茉優
演 - 松岡茉優
7話で登場。ネット上で高い影響力を持つ「リバーアイランド」というカリスマ辛口ブロガー。演劇の寸評で名前をあげたが、現在は様々なジャンルで感想をアップしている。見た目は地味な格好をしているが非常に口が悪く、気に入らないことがあるとあらゆる人物をネットで叩く。
正体は川島の妹で、川島のせいで自分を含む家族が後ろ指をさされて迷惑しているため、復讐をしに来てKUSの面々をネットで叩き事務所を潰そうと企んでいた。だが、角田の大ファンで、川島のせいで家に引きこもっていた時に角田の芝居を観て生きる勇気をもらった（飯塚いわく半分悪口に聞こえる褒め言葉）らしく、今回の訪問は角田が所属する劇団の最新公演を観ることも目的だった。さらに登場回のエンディングでは角田の劇団に所属することになる。
浜野謙太
演 - 浜野謙太（在日ファンク）
8・12話で登場。KUSに配属されることになった新人アンロッカー。仮面ライダー調の衣装を身に纏った正義感の強い小男。自己紹介をした際に升野から「痛い新人」と酷評されたが、相手のオーラや守護霊が見えるというスピリチュアル的な能力を持つ。しかしデコの過去を見ると称してデコに近づいたところ反撃され、浜野がこの能力を利用して詐欺を働き、女性にわいせつな行為をしていることを豊本に見抜かれて事務所を追い出される。
12話ではバンド「アンロッカーファンク」（後述）のボーカルとして登場する。
これまでのシリーズ出演回とは違い、番組中では他の登場人物からボコボコにされるシーンはない。
インフィニティーズ
演 - 私立恵比寿中学
9話で登場。J-saamのイメージキャラクターを務める。あかりが見栄を張ってついたウソ（アンロッカー300人近くを抱える大手事務所のエース格で、IQ500の天才アンロッカー）を信じている。アンロッカーとしてはあかりと同期（能力は不明）。
当初の設定では未確認少女隊UFIの妹分だったらしい。
ストーカー
演 - 塚本直毅（ラブレターズ）
9話で登場。黒いタイツコスチュームに黒い目出し帽をかぶり、仮面ライダーのショッカーのような恰好をしている。
侵入者
演 - 山本明寛
10話で登場。黒ずくめの服装で現れ、番組序盤はチェーンを振り回し、番組終盤ではフルフェイスのヘルメット姿でそれぞれ立ち回りを演じるが、いずれも升野に撃退される。
風祭雄山
演 - 津田寛治
11話で登場。4話・5話で起きたDS級キードリンク強奪事件後に行われたJ-saam局長選挙で当選した新局長。4話で登場した的田のファッションと同じような恰好をしているが、J-saam新局長の選挙時とはだいぶ容姿が違っている。本人は18歳を自称したり若々しさを取り戻したと豪語しチャラ男を気取っているが、思考や言動が古く、そんな態度のため飯塚から「殴りたい」と心底思われている。S級アンロッカー以上の破壊力を持ち、升野の能力「イレイザーパッション」も全く効かない。
J-saamをより良くすることを考えていた升野と彼の同期である大神に賛同していたが、突如裏切ってKUSに升野がキラードリンクを所持しているかを調査させ、強力なアンロッカー兵器のデコを狙い、優秀なアンロッカーが力を持たない一般人を支配する世界を目指して日本からの独立を宣言するなどの危険思想の持ち主。
頭部にJ-saamによって新しく開発された装置であるヘッドギアを着用している。
ヘッドギア着用時に使う能力は「ヤングメンパッション」で、升野の能力「イレイザーパッション」、竜崎美玲の能力「ドラゴンミート」を上回る。ヘッドギアを着けられたデコも同じ能力を使う。
アンロッカーファンク
演 - 在日ファンク
12話で登場。8話で登場したボーカルの浜野を中心とした音楽バンド。大神マイト（後述）の専属バンドで、彼が世界への君臨を祝うフェスティバルでライブを披露する。
大神マイト
演 - 戸次重幸
12話で登場。新局長の風祭の秘書であり、升野がJ-saam在籍時代からの同期で親友でもある。力を求めすぎたJ-saamを升野と一緒に変えていくことを誓い、彼がJ-saamを離れた後もデコのためにキラードリンクを手配していた。
実態は一連の事件を裏で暗躍し、局長の風祭を影で操っていた真の黒幕。オネエ寄りな喋り方と奇抜すぎる独特なファッションセンスの持ち主で、飯塚と同じ趣向であったため彼の服を評価していた。アンロッカーのみならず、あらゆる人間の能力を必要以上に解放させる能力を持つ。
アンロッカー兵器であるデコを手に入れ、彼女の記憶をすべてリセットし自分のために無限のエネルギーを生み出すエネルギー炉に変え、さらに日本からの独立を宣言し、その記念パーティーをテレビで中継することでテレビを通じて全人類の能力を暴走させてアンロッカーと人類を束ねて世界の新しい王となり、最終的には全世界の頂点に立つ神を自称するようになる。以前は升野の強さに憧れて彼を超えようと様々な手を使っていた。
用意周到な性格で、J-saamの研究所にある自身のラボに予備のキードリンクを保管している抜け目ない一面もある。

### 放送リスト
サブタイトルは「○○○（カタカナ3文字）☆無限大少女」で統一されている。
| 話数 | 放送日        | サブタイトル      | ゲスト                                  |
| ---- | ------------- | ----------------- | --------------------------------------- |
| 1    | 2016年1月9日  | オイデ☆無限大少女 | 平野綾                                  |
| 2    | 2016年1月16日 | キメロ☆無限大少女 |                                         |
| 3    | 2016年1月23日 | ホレタ☆無限大少女 | やべきょうすけ                          |
| 4    | 2016年1月30日 | ヤバイ☆無限大少女 | 浦井健治 平田敦子                       |
| 5    | 2016年2月6日  | オトセ☆無限大少女 | 浦井健治 平田敦子                       |
| 6    | 2016年2月13日 | ツナゲ☆無限大少女 | 平田敦子 福士誠治                       |
| 7    | 2016年2月20日 | マモレ☆無限大少女 | 松岡茉優                                |
| 8    | 2016年2月27日 | タメセ☆無限大少女 | 浜野謙太                                |
| 9    | 2016年3月5日  | ホメロ☆無限大少女 | 私立恵比寿中学 塚本直毅（ラブレターズ） |
| 10   | 2016年3月12日 | サグレ☆無限大少女 | 山本明寛                                |
| 11   | 2016年3月19日 | トドケ☆無限大少女 | 津田寛治                                |
| 12   | 2016年4月2日  | ウレロ☆無限大少女 | 浜野謙太 在日ファンク 戸次重幸          |

### ネット局と放送時間
『ウレロ☆無限大少女』
| 放送対象地域 | 放送局                | 系列                          | 放送曜日・時間               | 放送開始日    | 放送日の遅れ |
| ------------ | --------------------- | ----------------------------- | ---------------------------- | ------------- | ------------ |
| 関東広域圏   | テレビ東京（TX）      | テレビ東京系列                | 土曜 0:52 - 1:23（金曜深夜） | 2016年1月9日  | 制作局       |
| 北海道       | テレビ北海道（TVh）   | テレビ東京系列                | 土曜 0:52 - 1:23（金曜深夜） | 2016年1月9日  | 同時ネット   |
| 大阪府       | テレビ大阪（TVO）     | テレビ東京系列                | 土曜 0:52 - 1:23（金曜深夜） | 2016年1月9日  | 同時ネット   |
| 福岡県       | TVQ九州放送（TVQ）    | テレビ東京系列                | 土曜 0:52 - 1:23（金曜深夜） | 2016年1月9日  | 同時ネット   |
| 長崎県       | 長崎放送（NBC）       | TBS系列                       | 火曜 1:03 - 1:33（月曜深夜） | 2016年1月26日 |              |
| 岩手県       | IBC岩手放送（IBC）    | TBS系列                       | 木曜 0:56 - 1:26（水曜深夜） | 2016年1月28日 |              |
| 和歌山県     | テレビ和歌山（WTV）   | 独立局                        | 土曜 23:30 - 翌0:00          | 2016年2月6日  |              |
| 愛知県       | テレビ愛知（TVA）     | テレビ東京系列                | 金曜 1:00 - 1:30（木曜深夜） | 2016年4月8日  |              |
| 山形県       | テレビユー山形（TUY） | TBS系列                       | 土曜 2:10 - 2:40（金曜深夜） | 2016年4月9日  |              |
| 宮城県       | ミヤギテレビ（MMT）   | 日本テレビ系列                | 火曜 0:59 - 1:29（月曜深夜） | 2016年4月12日 |              |
| 熊本県       | 熊本放送（RKK）       | TBS系列                       | 水曜 0:55 - 1:25（火曜深夜） | 2016年6月29日 |              |
| 日本全域     | BSジャパン            | テレビ東京系列 BSデジタル放送 | 金曜 23:30 - 翌0:00          | 2016年7月1日  |              |
| 奈良県       | 奈良テレビ（TVN）     | 独立局                        | 火曜 1:00 - 1:30（月曜深夜） | 2016年10月4日 |              |
| 福島県       | テレビユー福島（TUF） | TBS系列                       | 火曜 0:43 - 1:13（月曜深夜） | 2017年1月10日 |              |

### スタッフ
- 脚本：土屋亮一（シベリア少女鉄道）・オークラ／バカリズム・飯塚悟志（東京03）[注 22]
- 技術：野瀬一成
- 映像：入江俊之
- カメラ：風間誠
- 照明：山崎康紀
- 音声：臼本泰一
- トータルデザイン：ニイルセン
- デザイン：金子大悟
- アートP：薬王寺哲朗
- デザイン：小野清菜
- 美術進行：仙田拓也
- 大道具：土田恵佑（東宝舞台）
- 小道具：舘直樹
- 電飾：北原智之
- 衣装：松林圭江（東京衣装）
- メイク：小谷香織（山田かつら）
- モニター：伊阪道在（サンフォニックス）
- EED：落合勇
- MA：長瀬貴広
- 音響効果：小田切暁
- OPムービー：上田大樹（&FICTION）
- CG：山口剛史（ALEX)
- 協力：テクノマックス・テレビ東京アート
- アクション指導：A・T・C事務所（第5、6、12話）
- ホームページ：中島康雅・江澤康太・鶴岡洋志
- 番宣：福井静・魚田英孝
- 演出補：岡千尋・岡田直美
- ディレクター：塩谷泰孝・高井翔太朗・双津大地郎
- AP：祖父江里奈・美濃部遥香
- デスク：渡邉京子
- キャスティングプロデューサー：伊東雅子（楽映舎）
- コンテンツビジネスプロデューサー：藤野慎也・滝山直史（テレビ東京）
- 演出・プロデューサー：佐久間宣行（テレビ東京）
- 制作協力：シオプロ
- 制作：テレビ東京
- 製作著作：ウレロ☆無限大少女製作委員会

## ウレロ☆未開拓少女
2019年12月3日から放送。ウレロ☆シリーズの第5弾にあたる。前作で準レギュラーだった福原遥がレギュラーに昇格、舞台は「@川島プロダクション」に戻る。

### ストーリー
@川島プロダクションは12月24日にクリスマスフェスの実施を目前に控えていたが、大人気Vtuberのカタイ☆クミのライブと日程が重なり、会場はおろかゲストのブッキングまでできていない状況に陥っていた。@川島プロダクションの面々はフェスを何としても実施しようと奔走することになる。
このストーリーは、ファイア・フェスティバル事件をモチーフとしている。

### キャスト（シーズン5）
福原
演 - 福原遥
川島がガールズバーでスカウトした新入社員。

### ゲスト（シーズン5）
確中将太
演 - 町田啓太
1話で登場。愛称は「カクータ」。動画が1000万回再生するヒット作となった事務所の看板タレントだが、その後はヒット作に恵まれておらず、川島を唆してイベント詐欺を働こうとしていた。
藤吉
演 - 岸井ゆきの
2話で登場。イベント制作会社リアルプランニングの社員。
大城
演 - 峯村リエ
3話で登場。カタイ☆クミが所属する大手芸能事務所・キングダムの社員。
大東
演 - 大東駿介
4話で登場。大手芸能事務所・キングダムの社長。催眠術師であり、カタイ☆クミを使った洗脳で荒稼ぎをしている。
野上・プログラマー
演 - Creepy Nuts
4話で登場。カタイ☆クミの裏方担当スタッフ。

### 放送リスト
サブタイトルは「○○○（カタカナ3文字）☆未開拓少女」で統一されている。
| 話数 | 放送日                | サブタイトル      | ゲスト                                              |
| ---- | --------------------- | ----------------- | --------------------------------------------------- |
| 1    | 2019年12月3日         | ヒラケ☆未開拓少女 | 町田啓太                                            |
| 2    | 2019年12月10日        | アイセ☆未開拓少女 | 岸井ゆきの                                          |
| 3    | 2019年12月17日        | キヅケ☆未開拓少女 | 峯村リエ                                            |
| 4    | 2019年12月24日 生放送 | ライブ☆未開拓少女 | 大東駿介 R指定（Creepy Nuts） DJ松永（Creepy Nuts） |

### スタッフ
- 脚本：土屋亮一（シベリア少女鉄道）・オークラ
- 技術：野瀬一成
- 映像：中山祐
- カメラ：風間誠
- 照明：曽我秀樹
- 音声：光山由貴子
- トータルデザイン：ニイルセン
- デザイン：金子大悟
- 美術デザイン：小野清菜
- 美術進行：仙田拓也
- 大道具：土田恵佑（東宝舞台）
- 小道具：舘直樹・赤石美菜子
- 電飾：北原智之
- 衣装：松林圭江（東京衣装）
- メイク：小谷香織（山田かつら）
- モニター：伊阪道在（サンフォニックス）
- EED：落合勇
- MA：長瀬貴広
- 音響効果：小田切暁
- OPムービー：上田大樹（&FICTION）
- CG：山口剛史（ALEX)
- 振り付け：大友咲季
- 協力：テクノマックス・テレビ東京アート・Premium Arts
- VTRナレーション：服部潤（第1、4話）
- ホームページ：中島康雅
- 番宣：山本恒元
- ビジネス開発：香月翔・赤木央哉
- 演出補：加藤桃子
- TK：関井麻衣（第4話）
- ディレクター：鈴木拓也・塩谷泰孝・高井翔太朗・岡千尋
- AP：美濃部遥香
- デスク：渡邉京子
- キャスティングプロデューサー：伊東雅子（楽映舎）
- コンテンツビジネスプロデューサー：滝山直史・太田凌介（テレビ東京）
- 演出・プロデューサー：佐久間宣行（テレビ東京）
- 制作協力：シオプロ
- 制作：テレビ東京
- 製作著作：ウレロ☆未開拓少女製作委員会